# Fabian Ernst
Fabian Ernst (født 30. maj 1979 i Hannover, Vesttyskland) er en tysk tidligere fodboldspiller, der spillede som midtbanespiller. Han spillede gennem karrieren for blandt andet Hannover 96, Hamburger SV, Werder Bremen og Schalke 04. I sin tid i Bremen var han blandt andet med til at vinde The Double, Bundesligaen og DFB-Pokalen i 2004.
Fabian Ernst har siden 11. januar 2019 kunne kalde sig klubejer, da han sammen med Alexander Quaye købte Næstved Boldklub. Erhvervelsen er sket gennem deres fælles holdingselskab EQ Holdings ApS, hvor ejerforholdet er fordelt 50-50.

## Landshold
Ernst nåede at spille 24 kampe for Tysklands landshold, som han debuterede for den 9. maj 2002 i en kamp mod Kuwait. Han var efterfølgende en del af den tyske trup til både EM i 2004 samt Confederations Cup i 2005 på hjemmebane i Tyskland.

## Titler
Bundesligaen
- 2004 med Werder Bremen

DFB-Pokal
- 2004 med Werder Bremen